# Ravine Djerrick
Die Ravine Djerrick ist ein Zufluss des Pagua River im Osten von Dominica im Parish Saint David.

## Geographie
Die Ravine Djerrick entspringt am Grat des Morne La Source (Djerrick) auf ca. 490 m über dem Meer und fließt stetig und in steilem Verlauf nach Nordwesten. Sie mündet in der Bois Diable Plantation von rechts und Osten in den Pagua River. Der Bach ist nur 1,3 km lang.